# Hypericum boeticum
Hypericum boeticum är en johannesörtsväxtart som beskrevs av Pierre Edmond Boissier. Hypericum boeticum ingår i släktet johannesörter, och familjen johannesörtsväxter. Inga underarter finns listade i Catalogue of Life.